# Campogalliano
Campogalliano (w dialekcie modeńskim Campgajàn) – miejscowość i gmina we Włoszech, w regionie Emilia-Romania, w prowincji Modena, po II wojnie światowej główny producent wag we Włoszech.

## Historia
Campogalliano ma długą historię obecności ludzi na swoim terytorium, która sięga epoki preromańskiej. W środkowej epoce brązu (1600-1300 p.n.e.) napłynęły tu ludy celtyckie z terenu współczesnej Francji i osiedliły się tworząc kulturę typu terramare, zorganizowaną w wioski składające się z domów na palach. Od tych ludów – Gallów – wywodzi się nazwa miasta Campogalliano – Campo dei Galli. W późniejszym okresie osada została zniszczona przez Rzymian.
Pierwsze wzmianki o kasztelu (castellum) pochodzą z XI wieku. Termin ten jest zwykle używany do określenia warownego obiektu, który w średniowieczu pełnił funkcje obronne i militarne oraz kontrolował produkcję rolną na otaczającym go obszarze. W okresie najazdu Fryderyka Barbarossy w 1167 dokumenty mówią o zniszczeniu castrum w Campogalliano i San Martino, ale już w 1222 biskup Modeny, wspominając o granicach Campogalliano, wymienia castrum, które prawdopodobnie zostało odbudowane.
Wydaje się, że w latach 1200-1300 na terenie Campogalliano istniała ufortyfikowana wioska z zamkiem i kościołem parafialnym pw. św. Ambrożego. Zamek składał się z warowni z jedną lub kilkoma wieżami, zbudowanego z drewna i innych prymitywnych materiałów. Do twierdzy prowadził zwodzony most, a broniły jej wspornikowe galerie z machikułami. Najstarszy dokument, w którym wspomina się o kościele, pochodzi z 967, choć został on zbudowany około VIII wieku. Chociaż nie zachowały się żadne pozostałości architektoniczne kościoła parafialnego, prawdopodobnie miał formę bazyliki, która została rozbudowana w okresie romańskim (XII w.), w wyniku czego powstała budowla z trzema nawami, chrzcielnicą i dzwonnicą.
Między XIV a XVI wiekiem w rejonie Montagnole znajdował się piec, w którym produkowano ceramikę, o czym świadczą znalezione pozostałości. W XVI nastąpił duży rozwój urbanistyczny wsi.  Wydaje się, że w tym czasie na miejscu Montagnole znajdowała się rezydencja składająca się z zamku i ogrodu. Rekonstrukcja oryginalnej mapy z 1787 wyraźnie pokazuje, że teren pałacu był oddzielony od pozostałej części mostem. Wejście do Montagnole od strony wsi stanowił most zakończony bogatym portalem. Po południowej stronie działki znajdował się młyn, po drugiej stronie studnia. Dostępu do średniowiecznej wsi broniła warownia, wyposażona w wieżę. Budynek posiadał, przynajmniej do 1865, most zwodzony i był zwieńczony herbem gminy Modena, do której Campogalliano należało po ostatecznym wygaśnięciu rodu Este di San Martino w 1792.
Według danych na 1 stycznia 2021 gminę zamieszkiwało 8605 osób, według danych szacunkowych na 1 stycznia 2022 – 8559.